# Johann Ferdinand Adam von Pernau
Johann Ferdinand Adam von Pernau, comte de Rosenau (7 novembre 1660, Steinach en Autriche - 14 octobre 1731 à Rosenau), est un ornithologue autrichien.

## Biographie
Sa famille, de confession luthérienne doit quitter l'Autriche pour s'installer en Franconie. Il entre à l'université d'Altdorf, près de Nuremberg, en Bavière à 16 ans. Homme du monde, il voyage plusieurs années en Italie, en France et aux Pays-Bas et fréquente notamment la cour du duc de Cobourg et de Gotha. Il s'intéresse à la vie intellectuelle de son temps et fait paraître les premières traductions en allemand de l'œuvre de Nicolas Boileau (1636-1711) et de Madeleine de Scudéry (1607-1701). Il se marie en 1692 avec Maria Elisabeth Hendt von Römingsdorff. Il acquiert alors un château à Rosenau, près de Cobourg, où il demeurera jusqu'à sa mort.
Passionné par les oiseaux, il construit de vastes volières où il peut élever de nombreuses espèces. Connaissant bien le comportement des oiseaux qu'il a observés dans la nature, il s'ingénie à les domestiquer : il en libère certains qui reviennent vers lui après un survol de la région.
Il publie en 1702, anonymement, le compte rendu de ses expériences qui sera rapidement réédité en 1707 à Cobourg et en 1716 à Nuremberg. Il refuse que son nom figure sur un livre, jugeant futile la recherche de tels honneurs. La première édition ne semble pas avoir été autorisée par Pernau, contrairement à la seconde qui est considérablement enrichie. Ces livres sont extrêmement rares. Le titre, entre la première et la troisième édition, évolue quelque peu :
- 1702 : Unterricht was mit dem lieblichen Geschöpff, denen Vögeln, auch ausser dem Fang Nur durch die Ergründung Deren Eigenschafften und Zahmmachung oder ander Abrichtung Man sich vo Lust und Zeitvertreib machen könne : gestellt Durch den Hoch- und Wohlgebohrnen (Instruction sur le plaisir que l'on peut obtenir de ces créatures charmantes, les oiseaux, sans compter de leur capture ainsi qu'une étude complète de leurs habitudes aussi bien que les apprivoiser et les éduquer).

- 1716 : Angenehmer Ziet-Vertreib, welchen das liebliche Geschöpf Die Vögel, Auch ausser dem Fang in Ergründung deren Eigenschaften Zahmmachung oder anderer Abrichtung dem Menschen schaffen können ; Mit vielen Anmerckungen versehen und mit schönen Kupffern gezieret Durch einen Die erschaffenen Creaturen beschauenden Liebhaber (Passe-temps agréable où ces belles créatures, les oiseaux, peuvent donner à l'homme, en plus de leur capture, l'étude de leurs caractéristiques, leur domestication et leur apprentissage... par un amoureux qui observe les créatures vivantes).

En 1720, il fait paraître un nouvel essai à Francfort-sur-le-Main et à Leipzig, où il affirme, le premier, que le chant des oiseaux n'est pas forcément instinctif mais qu'il est le résultat d'un apprentissage. Ce livre est intitulé Angenehme Land-Lust Deren man in Städten und auf dem Lande, ohne, sonderbare Kosten, unschuldig geniessen kan, oder von Unterschied Fang Einstellung und Abrichtung der Vögel (Plaisir campagnard et agréable dont nous pouvons profiter innocemment et sans bourse délier dans les villes et les campagnes ou sur tous les détails pour attraper, apprivoiser, éduquer les oiseaux).
Il est aussi le premier à reconnaître que le facteur déclencheur des migrations n'est pas la faim ou le froid, mais qu'il s'agit d'un mécanisme caché.
Von Pernau peut être véritablement considéré comme l'un des pères de l'éthologie, anticipant bien des observations de Konrad Lorenz. Il est aussi l'un des premiers à exprimer son dégoût devant la mort des oiseaux :
« Je n'ai pas l'intention de décrire comment attraper les oiseaux [...] mais de décrire le plaisir à observer ces belles créatures de Dieu sans les tuer. »
Il anticipe également la future évolution de l'ornithologie.
Sa veuve lui survit 23 ans.